# Antônio Firmino
Antônio Sérgio Firmino (Belo Horizonte, 15 de janeiro de 1979 — Rio de Janeiro, 12 de novembro de 2013) foi um ator, bailarino e modelo brasileiro.

## Biografia
Natural de Belo Horizonte e de origem humilde, começou a trabalhar aos 13 anos nos Correios. Jogou basquete no Esporte Clube Ginástico de Belo Horizonte e interrompeu a carreira de atleta por causa da baixa estatura para este esporte. Aos 18 se tornou modelo. Foi convidado para desfilar e se encantou pelo palco. Resolveu estudar teatro e se formou pela Fundação Clóvis Salgado. Também é formado em clown (palhaço).[carece de fontes?]
Era ator desde 2003 e  seus dois maiores personagens na Rede Globo foram Apolo em Duas Caras e André em Viver a Vida.

### Morte
O ator foi encontrado morto dentro de casa, na Gardênia Azul, Zona Oeste do Rio. De acordo com o Instituto Médico Legal, Firmino teve morte súbita.

## Filmografia

### Como ator
Televisão
- 2013 - Sangue Bom - Evandro
- 2011 - Morde & Assopra - Igor
- 2010 - Passione - amante de Stela
- 2010 - Os Caras de Pau
- 2009 - Viver a Vida - André
- 2009 - Toma Lá, Dá Cá - Negão Sob-Medida
- 2008 - Guerra & Paz - Márcio
- 2008 - Duas Caras - Apolo
- 2006 - Pé na Jaca - Beto

Cinema
- 2008 - Meu Nome Não É Johnny - Médico
- 2013 - O Casamento de Gorete - Boy 2

Teatro
- Teatro - Bodas de Sangue (autor Garcia Lorca / direção de Amir Haddad)
- Teatro - Balcão (autor Jean Genet / direção de Lenine)
- Teatro - Aurora da Minha Vida (direção de Felipe Martins)
- Teatro - Dar não dói, o que dói é resistir (direção de Amir Haddad)
- Teatro - Tistu, o menino do dedo verde
- Teatro - Infância Perdida (festival de teatro Felipe Martins no SESC Copacabana)

### Como diretor
Teatro
- Teatro - Contos cariocas (festival de teatro Felipe Martins no solar de Botafogo)